# Augusta Maywood
Augusta Maywood, född 1825 i New York, död 3 november 1876, var en amerikansk ballerina. Hon var den första amerikanska ballerina som kom att åtnjuta internationell berömmelse. 
Maywood var dotter till engelska skådespelare och styvdotter till teateragenten Robert Campbell Maywood. Hon studerade balett under Paul H. Hazard från 1836, och var kamrat med Mary Ann Lee (1824–1899), som själv var en av USA:s första inhemska ballerinor. 
Hon gjorde sin debut 1837. Hon studerade sedan i Paris, där hon gjorde en succé i sin debut på Parisoperan 1839. Hon förlorade dock sitt kontrakt där sedan hon rymt med kollegan Charles Mabille. Hon var engagerad vid Kärntnertortheater 1845-1847 och sedan vid La Scala i Milano 1848-1862. 
Hon gifte sig med en italiensk läkare 1858 och avslutade sin scenkarriär 1862. Mellan 1862 och 1873 drev hon en balettskola i Wien.